# Sepietta
Sepietta (лат.) — род головоногих моллюсков из семейства сепиолиды (Sepiolidae). Длина мантии 1,9 до 5 см. Обитают в водах Атлантического и Индийского океанов, а также в Средиземноморье. Они безвредны для человека, объектом промысла не являются.

## Классификация
На август 2023 года в род включают 3 вида:
- Sepietta neglecta Naef, 1916
- Sepietta obscura Naef, 1916
- Sepietta oweniana (d'Orbigny, 1841)